# MPX Фільтр

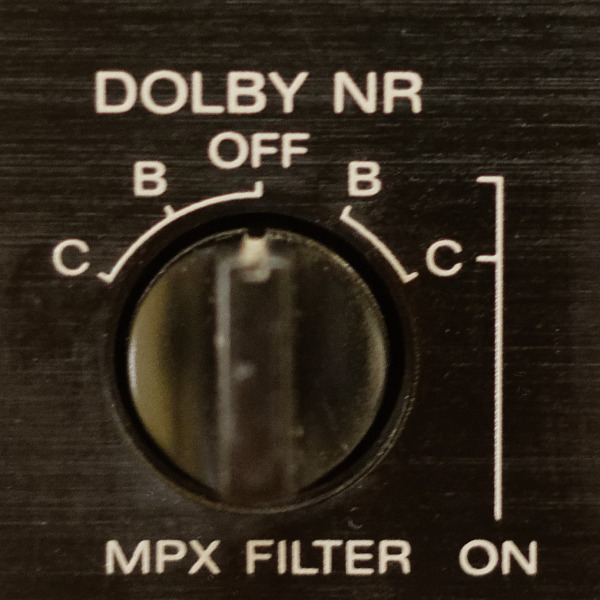
Перемикач MPX фільтру касетна дека Sony 333 ESG

MPX-фільтр — функція аналогового стереофонічного FM-мовлення та персонального обладнання, FM-тюнерів та касетних дек. Фільтр MPX — це режекторний фільтр, який блокує пілот-тон 19 кГц і, можливо, вищі частоти в діапазонах 23-53 кГц і 63-75 кГц.

## MPX сигнал

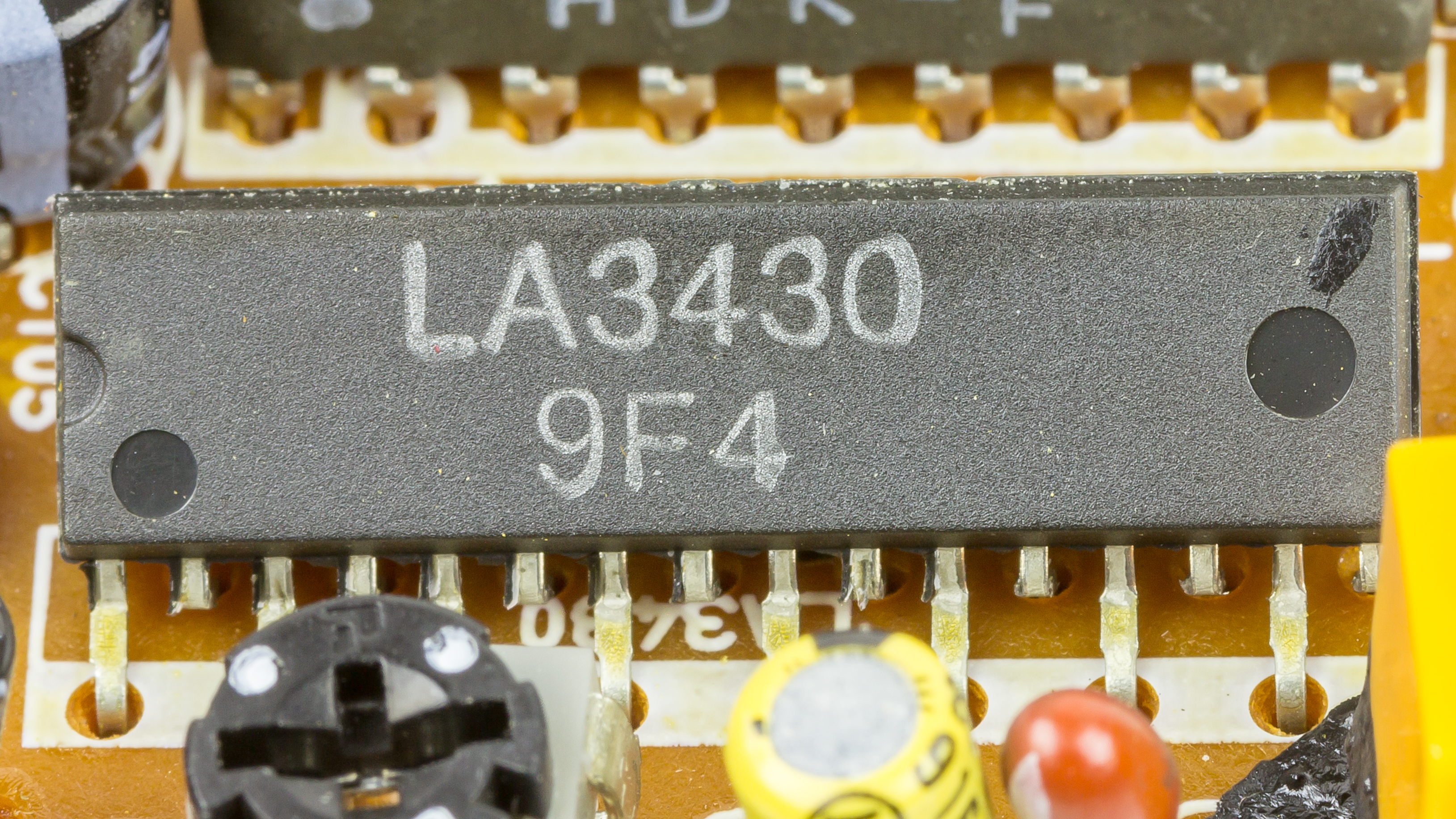
Стереодемодулятор PLL FM MPX для автомобільної стереосистеми.

Стереосигнал MPX складається з трьох частин:
- Перший – звичайний аудіосигнал, що складається з суми лівого та правого каналів. Це сигнал, який ви чуєте на монофонічному радіо, і він схожий на перемикання перемикача Stereo/Mono на підсилювачі в положення «Mono».
- Крім того, генерується різницевий сигнал (лівий - правий), який потім використовується для модуляції піднесучої 38 кГц за допомогою модуляції з придушеною несучою подвійної бічної смуги (DSBSC). Це АМ-модуляція піднесучої.
- Щоб підтримувати декодер приймача в піднесучій 38 кГц передається пілот-тон 19 кГц (точно 1/2 38 кГц). Відносний відсоток модуляції, введений у пілот, становить 10%.

## Радіо та персональні монітори
FM-стереопередачі містять пілот-тон - синусоїду 19 кГц, яка служить опорною фазою для декодування стереофонічної інформації. Система була розроблена спільно Zenith і General Electric і схвалена FCC у 1961 році. Звичайний монофонічний аудіо, пілот-сигнал і інформація про стереофонічну різницю подвійної бічної смуги змішуються разом у композитний базовий FM-сигнал, що розширюється до 53 кГц (лише стереоаудіо) або 99 кГц (стерео аудіо плюс допоміжний підканал, так званий SCA). Процес кодування різницевого сигналу в діапазоні 23-53 кГц за допомогою двосмугової амплітудної модуляції з придушенням несучої є прикладом мультиплексування (звідси назва фільтра MPX).
Пілотний тон знаходиться всередині аудіосмуги (хоча за межами діапазону слуху багатьох дорослих слухачів), і може бути скомпрометований високоенергетичними високими компонентами джерела.Будь-яка енергія на частотах вище 19 кГц, що є частотою Найквіста FM-стерео, може спричинити спотворене чутне накладання, яке описується як «балаканина мавпи». Будь-яка енергія між 18,5 і 19,5 кГц може порушити стереодекодування, викликаючи раптове обертання звукового поля. З цієї причини вихідні програми для комерційного FM-мовлення обмежені смугою пропускання 50 Гц – 15 кГц з дуже крутими фільтрами низьких частот 15 кГц.
Програми-джерела, які передаються на персональні монітори на сцені чи в студії звукозапису (мова йде про різні радіомікрофони, які використовують FM модуляцію), не обов’язково повинні відповідати стандарту трансляції 50 Гц – 15 кГц і можуть мати значний вміст верхніх високих частот. Джерела, які були піддані надмірному підвищенню високих частот або надмірному панорамуванню стерео, особливо здатні погіршити стереофонічний прийом FM.З цієї причини вони повинні пройти через фільтр MPX, щоб очистити простір для пілотного тону.

## Магнітофонний запис

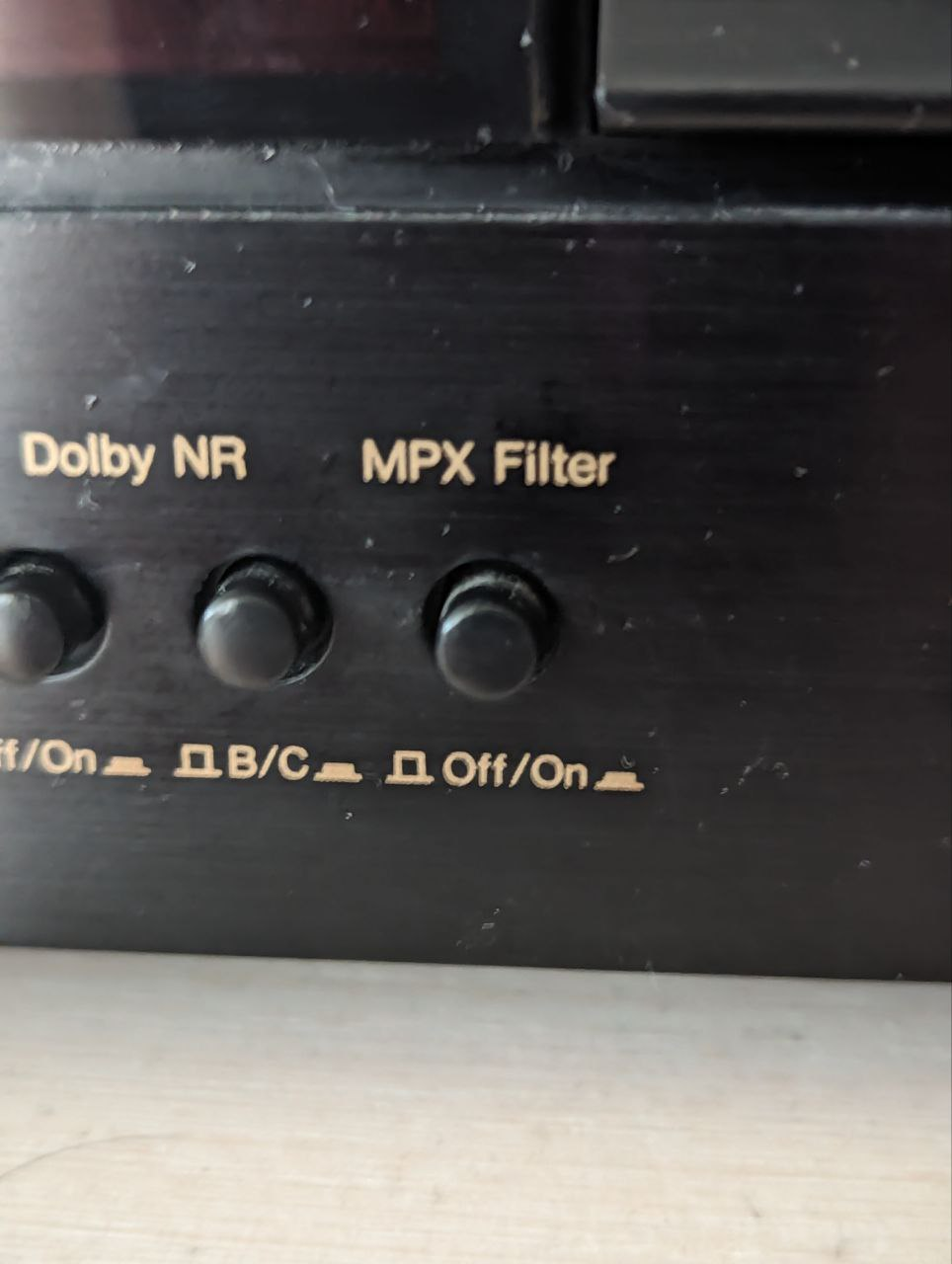
Перемикач MPX фільтру в касетної деки Nakamich DR-3

Залишкові високочастотні компоненти сигналу, що залишилися після демультиплексування, можуть бути проблемою під час запису на аналоговий магнітний носій. Пілот-сигнал передається на рівні 10% від максимального рівня модуляції та додатково зменшується на 15 дБ у приймачі, щоб компенсувати попередній акцент на стороні передачі. Високоякісні FM-тюнери мають вбудовані MPX-фільтри, які мають бути дуже різкими (щонайменше -60 дБ подавлення саме на 19 кГц), щоб бути ефективними. 
Однак, якщо в тюнері не відбувається фільтрації MPX, пілотний сигнал проходить на -35 дБ нижче теоретичного максимуму. Цього достатньо, щоб спричинити інтермодуляційне спотворення з вмістом високих частот джерела та викликати звукові биття за допомогою осцилятора зсуву під час запису. Що ще важливіше, пілотний тон заважає належному функціонуванню взаємних систем зменшення шуму, викликаючи звукові артефакти. 
З цієї причини фільтр MPX є обов’язковим для всіх касетних магнітофонів, обладнаних системами Dolby B і Dolby C. На деяких касетних деках (тих, які можуть записувати до 19 кГц) його зазвичай неможливо вимкнути, і його слід використовувати лише для запису з FM-стерео (але не з інших джерел, таких як компакт-диск). 
Іноді несправний фільтр MPX спрацьовує лише тоді, коли ввімкнено шумозаглушення. Деки без перемикача фільтрів MPX, як правило, мають вбудований фільтр MPX, який не піддається відключеню, що обмежує загальну частотну характеристику (тобто від запису до відтворення) приблизно до 15-16 кГц.
Дешевші касетні деки можуть мати фільтрацію MPX, яка виконується фільтром низьких частот, який знімає все вище 15 кГц. Належний MPX-фільтр для якісного запису — це принаймні режекторний фільтр, який блокуватиме пілотний тон 19 кГц  і, можливо, вищі частоти в діапазонах 23-53 кГц і 63-75 кГц. Різницю можна почути під час запису зі стереофонічного джерела FM і ввімкнення та вимикання перемикача фільтра MPX. На триголовій касетній деці з моніторингом це можна почути під час запису. Налаштування перемикача не впливає під час відтворення запису з касети.